# Craig Monroe
Pour les articles homonymes, voir Monroe.
Craig Keystone Monroe (né le 27 février 1977 à Texarkana, Texas, États-Unis) est un ancien joueur de champ extérieur de baseball.
Il joue dans la Ligue majeure de baseball pour les Rangers du Texas (2001), les Tigers de Détroit (2002 à 2007), les Cubs de Chicago (2007), les Twins du Minnesota (2008) et les Pirates de Pittsburgh (2009). Pour Détroit, il frappe 5 circuits en 13 matchs éliminatoires en 2006, aidant le club à atteindre la Série mondiale.